# Başaran, Eskil
Başaran là một xã thuộc huyện Eskil, tỉnh Aksaray, Thổ Nhĩ Kỳ. Dân số thời điểm năm 2010 là 652 người.